# Hemophiliac (album)
Hemophiliac è l'album in studio di debutto del gruppo musicale di musica sperimentale multinazionale eponimo, pubblicato in edizione limitata a 2500 copie su CD a giugno del 2002 dalla Tzadik Records.

## Recensioni
| Recensione | Giudizio |
| ---------- | -------- |
| AllMusic   |          |

Dean McFarlane di AllMusic diede 4 stelle su 5 all'album, dicendo che fosse un peccato che questo album sia difficile da reperire, in quanto dimostra alcune delle migliori esecuzioni di improvvisazione libera fatte nella carriera di questi artisti

## Tracce

### Disco uno
1. Skin Eruptions – 10:59
2. Edema – 15:13
3. Stretch Marks – 7:13
4. The Stitch – 1:14
5. Malabsorption – 8:52
6. High Anxiety – 11:17
7. Dizzy Spells – 4:02
8. Mood Swing – 4:16

Durata totale: 63:06

### Disco due
1. Gotu Kola – 8:33
2. Black Kohosh – 4:03
3. The Squaw Vine – 7:22
4. Blessed Thistle – 8:50
5. Silymarin – 1:56
6. Red Clover – 6:29
7. Chlorophyll Enemas – 14:17
8. The Black Radish – 1:53
9. Essence of Primose – 3:31
10. Dong Quai – 7:57

Durata totale: 64:51

## Formazione
- John Zorn – sassofono contralto, voce
- Mike Patton – voce, strumenti elettronici
- Ikue Mori – drum machine, strumenti elettronici